# NGC 301
NGC 301 là một thiên hà xoắn ốc nằm cách Hệ Mặt trời  khoảng 204 triệu năm ánh sáng trong chòm sao Kình Ngư. Nó được phát hiện vào năm 1886 bởi Frank Muller.